# HMS H26
HMS H26 – brytyjski okręt podwodny typu H. Zbudowany w roku 1917 w stoczni Vickers w Barrow-in-Furness, gdzie okręt został wodowany 15 listopada 1917 roku. Do służby w Royal Navy został przyjęty 20 marca 1918 roku.
HMS H26 należał do serii okrętów typu H ze zmienioną konstrukcją. Po internowaniu części okrętów budowanych na zlecenie w Stanach Zjednoczonych zapadła decyzja o przeniesieniu produkcji do Wielkiej Brytanii. Od początku 1917 roku do końca 1920 roku w stoczniach Vickers, Cammell Laird, Armstrong Whitworth, Beardmore oraz HM Dockyard wybudowano 23 okręty tej klasy.
W listopadzie 1918 roku okręt należał do Czternastej Flotylli Okrętów Podwodnych (14th Submarine Flotilla) stacjonującej w Blyth. 
21 kwietnia 1928 roku H26 został sprzedany firmie Ward, Pembroke Dock.